# Julia Paula
Julia Cornelia Paula was Romeins keizerin van 219-220 en de eerste vrouw van keizer Elagabalus. Zij was de dochter van de prefect van de pretoriaanse garde, Julius Paulus.
Het huwelijk vond plaats kort na aankomst in Rome van de 15-jarige keizer en was waarschijnlijk gearrangeerd door zijn grootmoeder, Julia Maesa, met het oog op een snelle integratie in de Romeinse aristocratie van de in Syrië opgegroeide jongeman. Het huwelijk werd gevierd als een grandioze gebeurtenis met de kroning van Julia Paula tot Augusta (verhevene, keizerin), gladiator spelen, donativa en andere festiviteiten.
Het huwelijk werd in alle opzichten een volkomen mislukking. Na ongeveer een jaar scheidde de keizer en schokte de Romeinse burgerij door te trouwen met een Vestaalse maagd, Aquilia Severa.